# 西浜司馬吉
西浜 司馬吉（西濱 司馬吉、にしはま しばきち、1881年（明治14年）7月1日 - 1929年（昭和4年）5月29日）は、大日本帝国陸軍軍人。最終階級は陸軍少将。位階勲等は正五位勲三等功五級。

## 経歴・人物
広島県出身。1901年（明治34年）陸軍士官学校第13期卒業。
1921年（大正10年）6月に陸軍造兵廠大阪工廠火砲製造所長、1923年（大正12年）8月に陸軍砲兵大佐、1925年（大正14年）5月に陸軍技術本部附（仏国駐在官）、1927年（昭和2年）7月に陸軍技術本部附（独国駐在官）を経て、1928年（昭和3年）8月に陸軍少将・陸軍技術本部第1部長に任官。在官中に没した。